# Bicocca
Bicocca is een metrostation in de Italiaanse stad Milaan dat werd geopend op 10 februari 2013 en wordt bediend door lijn 5 van de metro van Milaan.

## Ligging en inrichting
De locatie van het metrostation,  Bicocca, is van oorsprong een plaatsje, gelegen enkele kilometers ten noorden van het centrum van Milaan. In 1522 werd er, tijdens de Italiaanse Oorlog (1521-1526), nog een veldslag uitgevochten. In de 20e eeuw stond er een bandenfabriek van Pirelli.
Het station ligt onder onder de Viale Fulvio Testi vlak ten zuiden van de Viale Esperia. De toegangen liggen bij de tramhaltes ter hoogte van de Via Luigi Pulci. Behalve trappen aan weerszijden van de Viale Fulvio Testi is er op de kop van de Via Luigi Pulci een lift voor rolstoelgebruikers. Ondergronds zijn deze toegangen met een voetgangerstunnel onder het plein met elkaar verbonden. Halverwege deze tunnel liggen de toegangspoortjes aan de noordkant en achter de poortjes dalen de reizigers af naar de verdeelhal op niveau -2. In de verdeelhal verdelen de reizigers zich afhankelijk van de gewenste rijrichting over de zijperrons die via trappen en liften aan de randen van de verdeelhal bereikbaar zijn. De metrolijn ligt in een dubbelsporige tunnel die met perrondeuren van de perrons gescheiden is. Reizigers van en naar de Universiteit van Milaan Bicocca kunnen deze te voet bereiken via de Via Luigi Pulci.